# Opozorilni varnostni trak
Opozorilni varnostni trak je svetle barve (pogosto vključuje dvobarvni vzorec izmenično rumeno-črnih ali rdeče-belih črt ali besedi "Previdnost" / "Nevarnost" v izrazitih črkah), ki se uporablja za opozarjanje ali pritegnitev pozornosti mimoidočih na določenem območju ali na določeno situacijo, ki vsebuje možno nevarnost. Deluje kot majhna ovira, saj preprečuje naključni vstop na to območje ali situacijo in tako poveča splošno varnost. Opozorilni varnostni trak je znan tudi kot gradbeni trak ali pregradni trak ali v povezavi z drugo nevarnostjo kot opozorilni trak ali trak za označevanje nevarnosti. Če ga uporablja policija, se trak imenuje policijski trak.
Trak je pogosto zavit in pritrjen kot vizualni opozorilni znak in razmejitev, na primer pred vstopom na nevarno območje, na primer industrijsko ali komercialno gradbišče, gradbišče na cestišču ali na kraju nesreče [1] ali kraja kaznivega dejanja (za zaščito na kraju zločina) ali pri preprečitvi dostopa do okvarjenih ali nedelujočih strojev ali naprav.